# Palazzo De Liguoro di Presicce
Il Palazzo De Liguoro di Presicce è un edificio di valore storico e architettonico di Napoli, situato in via Arena della Sanità.

## Storia e descrizione
I De Liguoro fecero costruire quest'edificio nel XVI secolo, probabilmente prima del 1566, anno nel quale il viceré dell'epoca fu costretto a vietare l'edificazione al di fuori della murazione aragonese (già soggetta a lavori d'ampliamento da parte di don Pedro de Toledo), a causa dell'abnorme e difficilmente controllabile crescita urbanistica della città. Inizialmente doveva essere una villa suburbana a due piani, circondata da un grande giardino (all'epoca l'attuale Rione Sanità presentava una scarsa densità edilizia e le poche costruzioni nobiliari erano immerse nel verde e nella quiete) e usata come dimora di svago da parte della famiglia (che aveva la sua vera dimora di rappresentanza in via Oronzo Costa).
La trasformazione da villa a palazzo avvenne negli anni venti del XVIII secolo, in anticipo rispetto alla grande crescita edilizia che il quartiere conobbe alcuni anni dopo con la costruzione a monte della Reggia di Capodimonte da parte di Carlo di Borbone. L'edificio raggiunse i tre piani e alle sue spalle, sull'attuale vico Santa Maria del Pozzo, ne sorsero di ulteriori (tra cui il palazzo che appartenne ai Gaudioso di Camporeale) che inghiottirono progressivamente il giardino. Da un documento d’archivio del 1724, sappiamo che il principe di Presicce, Francesco de' Liguoro (1660-1734), incaricò Ferdinando Sanfelice a stimare i lavori in piperno, eseguiti dal maestro Nicola Saggese, per il suo palazzo ai Vergini. E proprio il principe Francesco era cugino di Giuseppe, padre di Alfonso, il quale vi trascorse l'infanzia e l'adolescenza. Nella prima metà dell'Ottocento la famiglia proprietaria si limitò a rinnovare la facciata; mentre nella prima metà del secolo successivo cedette gratuitamente una quota dell'edificio (riacquistata in anni recenti) alla Congregazione del Santissimo Redentore (fondata proprio da Sant'Alfonso) e diede il permesso riguardo alla nascita di un fabbricato a un piano su via Arena alla Sanità che accolse una serie di attività commerciali (tra cui la nota pizzeria "Concettina ai Tre Santi").
Il palazzo si presenta oggi come un edificio a tre piani (un ammezzato più i due superiori), preceduto da un piccolo slargo rettangolare di pertinenza e con basamento in bugnato liscio che comprende il piano terra (originariamente adibito a botteghe) e il piano ammezzato. Nella scansione decorativa della facciata il piano nobile è riconoscibile in quanto è l'unico che ha le cornici delle finestre sormontate da una spessa banda retta. Superato il portale, si ha l'androne alla cui destra vi è la scala padronale a doppia rampa, alla cui base a sua volta si apre un'absidiola che ospita una statua in gesso di Sant'Alfonso, fatta collocare dal principe Alfonso Maria De Liguoro (1869-1949) come ringraziamento al santo per aver "salvato" il palazzo dai bombardamenti della seconda guerra mondiale. Il piano ammezzato e il secondo piano sono stati progressivamente frazionati in molteplici unità abitative, mentre il primo piano è occupato per intero dall'appartamento nobiliare, conservatosi intatto nei suoi spazi (grazie alla mancanza di passaggi di proprietà nella penta-secolare storia dell'edificio, cosa davvero unica a Napoli) e abbellito da quadri, arredi d'epoca e tessuti di pregio alle pareti. Tuttavia, solo nella volta della sala da ballo sono ancora ammirabili degli affreschi settecenteschi, realizzati con la tecnica del trompe l'oeil probabilmente dal semisconosciuto pittore Antonio Maffei, ivi impegnato nel 1727 come si evince da alcuni documenti di pagamento (pagina 64). Negli ultimi anni il palazzo è diventato scenario di vari film, serie televisive (nella terza stagione di Gomorra è la casa dello "Stregone") ed eventi culturali grazie all'impegno della proprietaria Paola Maria De Liguoro (1938-).